# Dobrovščak
Dobrovščak este o localitate din comuna Ormož, Slovenia, cu o populație de 12 locuitori.